# Linda (Kalifornia)
Linda – jednostka osadnicza w Stanach Zjednoczonych, w stanie Kalifornia, w hrabstwie Yuba.